# Japanse diakritische tekens
Japanse diakritische tekens zijn diakrieten die in het Japanse schrift worden gebruikt om de uitspraak aan te duiden van het schriftteken waarbij het geplaatst is.
In de Japanse lettergreepschriften hiragana en katakana komen de volgende diakrieten voor:
- Het tekentje ゛ of dakuten lijkt op een aanhalingsteken en geeft aan dat het stemloze schriftteken waarbij het staat stemhebbend is. Bijvoorbeeld: het katakana-teken ソ (so) in combinatie met een dakuten wordt ゾ (zo).
- Het tekentje ゜ of handakuten is een klein cirkeltje. Het wordt gebruikt bij de tekens voor ha, hi, fu, he en ho om aan te geven dat ze met een p moeten worden uitgesproken, respectievelijk pa, pi, pu, pe en po. Zo verandert het hiragana-teken へ (he) door toevoeging van een handakuten in ぺ (pe).

Japanse literatuur · Japanse dichtkunst · Japanse woorden met Nederlandse oorsprong